# Mazatitlán
Mazatitlán är en ort i Mexiko.   Den ligger i kommunen Tepatitlán de Morelos och delstaten Jalisco, i den centrala delen av landet, 400 km väster om huvudstaden Mexico City. Mazatitlán ligger 1 986 meter över havet och antalet invånare är 173.
Terrängen runt Mazatitlán är platt åt sydost, men åt nordväst är den kuperad. Runt Mazatitlán är det ganska tätbefolkat, med 86 invånare per kvadratkilometer. Närmaste större samhälle är Tepatitlán de Morelos, 13,7 km söder om Mazatitlán. Trakten runt Mazatitlán består till största delen av jordbruksmark.